# Sénateurs désignés par le Parlement des îles Baléares
Les sénateurs désignés par le Parlement des îles Baléares représentent les îles Baléares au Sénat espagnol.

## Normes et désignation
La faculté pour chaque communauté autonome de désigner un ou plusieurs sénateurs au Sénat, conçu comme une chambre de représentation territoriale, est énoncée à l'article 69, alinéa 5, de la Constitution espagnole de 1978. La désignation est régie par l'article 50 du statut d'autonomie des îles Baléares ainsi que par le règlement du Parlement,.
Tout citoyen jouissant de ses droits civils et politiques peut être désigné sénateur. Après la tenue des élections au Parlement des îles Baléares et la constitution de celui-ci, le bureau détermine le nombre de sénateurs à désigner en tenant compte du nombre de votants lors des dernières élections sénatoriales. Les sièges de sénateurs sont alors assignés à chaque groupe parlementaire en fonction de leur importance numérique. Une fois la répartition des sièges effectuée entre les groupes parlementaires, ceux-ci doivent proposer les noms des sénateurs qui leur reviennent dans le délai imparti par la présidence du Parlement. En cas de vacance, le groupe dont est issu le sénateur démissionnaire est chargé de proposer un nouveau candidat.
La dissolution du Parlement met fin au mandat des sénateurs désignés, ceux-ci restent néanmoins en poste jusqu'à la désignation des nouveaux sénateurs. En cas de dissolution du Sénat, les sénateurs désignés restent en place sans nécessité d'un nouveau vote.

## Synthèse
| UM    |       | 1 |   | 1 |   |   |   |   |   |   |   |   |   |  |  |  |  |
| CDS   |       |   | 1 |   |   |   |   |   |   |   |   |   |   |  |  |  |  |
| PP    |       |   |   |   | 1 |   | 1 |   | 1 | 1 | 1 | 1 | 1 |  |  |  |  |
| IU    |       |   |   |   |   | 1 |   |   |   |   |   |   |   |  |  |  |  |
| PSM   |       |   |   |   |   |   |   | 1 | 1 |   |   |   |   |  |  |  |  |
| PSOE  |       |   |   |   |   |   |   |   |   | 1 | 1 |   | 1 |  |  |  |  |
| Més   |       |   |   |   |   |   |   |   |   |   |   | 1 |   |  |  |  |  |
|       |       |   |   |   |   |   |   |   |   |   |   |   |   |  |  |  |  |
| Total | Total | 1 | 1 | 1 | 1 | 1 | 1 | 1 | 2 | 2 | 2 | 2 | 2 |  |  |  |  |

## Législatures

### Ire
| Parti | Parti | Sénateurs désignés        |
| ----- | ----- | ------------------------- |
| UM    |       | José María Lafuente López |

- Désignation : 25 octobre 1983.
- José María Lafuente (UM) est remplacé en juillet 1986 par Antonio Roses Juaneda.

### IIe
| Parti | Parti | Sénateurs désignés        |
| ----- | ----- | ------------------------- |
| CDS   |       | Francesc Quetglas Rosanes |

- Désignation : 21 juillet 1987.

### IIIe
| Parti | Parti | Sénateurs désignés       |
| ----- | ----- | ------------------------ |
| UM    |       | Guillermo Vidal Bibiloni |

- Désignation : 4 juillet 1991.

### IVe
| Parti | Parti | Sénateurs désignés   |
| ----- | ----- | -------------------- |
| PP    |       | Manuel Jaén Palacios |

- Désignation : 6 juillet 1995.

### Ve
| Parti | Parti | Sénateurs désignés      |
| ----- | ----- | ----------------------- |
| IU    |       | Manuel Cámara Fernández |

- Désignation : 2 août 1999.

### VIe
| Parti | Parti | Sénateurs désignés        |
| ----- | ----- | ------------------------- |
| PP    |       | Carlos Gutiérrez González |

- Désignation : 8 juillet 2003.
- Carlos Gutiérrez (PP) meurt en fonctions en mai 2007. Le Parlement étant dissous, aucun remplaçant n'est désigné.

### VIIe
| Parti  | Parti | Sénateurs désignés | Voix |
| ------ | ----- | ------------------ | ---- |
| PSM-EN |       | Pere Sampol Mas    | 30   |

- Désignation : 18 juillet 2007.

| Parti | Parti | Sénateurs désignés   | Voix        |
| ----- | ----- | -------------------- | ----------- |
| PP    |       | Joan Huguet i Rotger | Assentiment |

- Désignation supplémentaire en raison de l'augmentation du nombre de sénateurs à désigner : 18 mars 2008.

### VIIIe
| Parti | Parti | Sénateurs désignés           | Voix |
| ----- | ----- | ---------------------------- | ---- |
| PP    |       | José María Rodríguez Barberá | 52   |
| PSOE  |       | Francesc Antich Oliver       | 52   |

- Désignation : 21 juin 2011.
- José María Rodríguez (PP) est remplacé en février 2012 par Maria Antònia Garau Juan avec 33 voix favorables.

### IXe
| Parti | Parti | Sénateurs désignés     | Voix |
| ----- | ----- | ---------------------- | ---- |
| PP    |       | José Ramón Bauzá Díaz  | 28   |
| PSOE  |       | Francesc Antich Oliver | 28   |

- Désignation : 9 juillet 2015.
- José Ramón Bauzá (PP) est remplacé en février 2019 par Antonio Francisco Fuster Zanoguera avec 19 voix favorables.

### Xe
| Parti | Parti | Sénateurs désignés     | Voix |
| ----- | ----- | ---------------------- | ---- |
| Més   |       | Vicenç Vidal Matas     | 44   |
| PP    |       | José Vicente Marí Bosó | 44   |

- Désignation : 11 juillet 2019.

### XIe
| Parti | Parti | Sénateurs désignés      | Voix |
| ----- | ----- | ----------------------- | ---- |
| PP    |       | Miguel Ángel Jerez Juan | 43   |
| PSOE  |       | José Hila Vargas        | 43   |

- Désignation : 27 juillet 2023.